# Бадени (Бузау)
Бадени (рум. Bădeni) насеље је у Румунији у округу Бузау у општини Бреаза. Oпштина се налази на надморској висини од 410 m.

## Становништво
Према подацима из 2002. године у насељу је живело 137 становника, од којих су сви румунске националности.